# Sphenomorphus praesignis
Espèce
Synonymes
- Lygosoma praesigne Boulenger, 1900

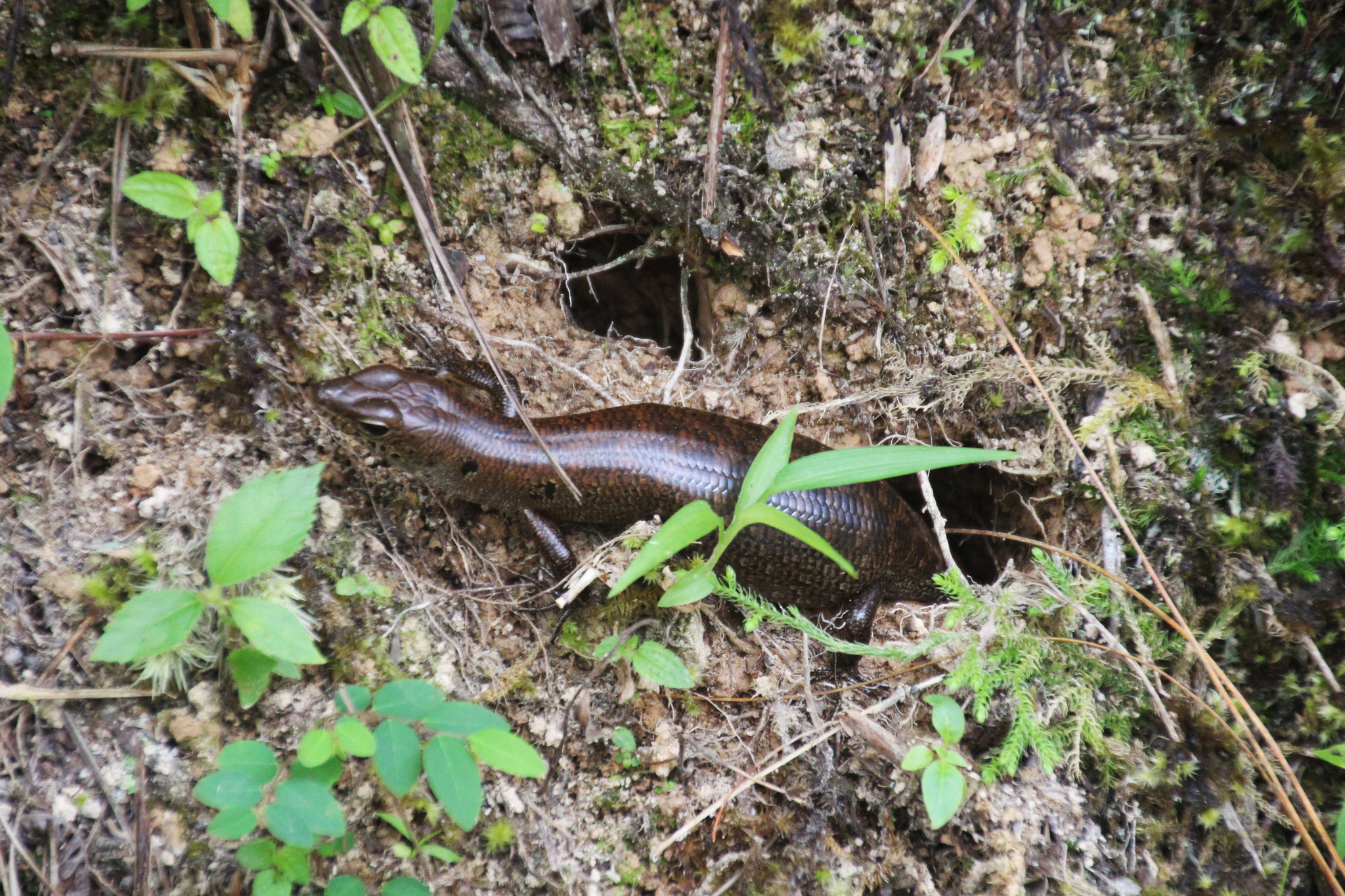

Sphenomorphus praesignis est une espèce de sauriens de la famille des Scincidae.

## Répartition
Cette espèce se rencontre :
- en Malaisie péninsulaire dans l’État du Perak ;
- en Thaïlande dans la province de Nakhon Si Thammarat.

## Publication originale
- Boulenger, 1900 : Description of new batrachians and reptiles from Larut Hills, Perak. Annals and Magazine of Natural History, sér. 7, vol. 6, p. 186-193 (texte intégral).